# Ligne 10 du métro de Hangzhou
 (janvier 2020).
Le contenu est difficilement compréhensible vu les erreurs de traduction, qui sont peut-être dues à l'utilisation d'un logiciel de traduction automatique.
La ligne 10 du métro de Hangzhou (chinois: 杭州地铁10号线) est une ligne de métro de Hangzhou qui relie le quartier de Huanglong et le nord-ville de Hangzhou. La ligne a 14.7 km de longueur, comprend 12 stations dont 5 sont station correspondance. Une partie de la ligne, de Rue Cuibai à Rue Yisheng, a commencée sa service le 21 février 2022.  Une autre station Rue Xueyuan qui est connecté avec la ligne 2, a ouvert le 24 juin 2022. La section restante, comprends deux stations, serait fini sa construction en août 2022.

## Caractéristiques

### Liste des stations
| Nom de la station | Nom de la station           | Nom de la station       | Correspondances | Quartier | Date d'ouverture  |
| Chinois           | Français                    | Anglais                 | Correspondances | Quartier | Date d'ouverture  |
| ----------------- | --------------------------- | ----------------------- | --------------- | -------- | ----------------- |
|                   |                             |                         |                 |          |                   |
| 黄龙体育中心      | Centre sportif de Huanglong | Huanglong Sports Center | 3               | Xihu     | 22 septembre 2022 |
| 文三路            | Chemin Wensan               | Wensan Road             | 19              | Xihu     | 21 février 2023   |
| 学院路            | Rue Xueyuan                 | Xueyuan Road            | 2               | Xihu     | 24 juin 2022      |
| 翠柏路            | Rue Cuibai                  | Cuibai Road             |                 | Xihu     | 21 février 2022   |
| 北大桥            | Pont Beida                  | Beida Bridge            |                 | Gongshu  | 21 février 2022   |
| 和睦              | Hemu                        | Hemu                    | 5               | Gongshu  | 21 février 2022   |
| 花园岗            | Huayuangang                 | Huayuangang             |                 | Gongshu  | 21 février 2022   |
| 渡驾桥            | Dujiaqiao                   | Dujiaqiao               |                 | Gongshu  | 21 février 2022   |
| 祥园路            | Rue Xiangyuan               | Xiangyuan Road          |                 | Gongshu  | 21 février 2022   |
| 杭行路            | Chemin Hangxing             | Hangxing Road           | 4               | Yuhang   | 21 février 2022   |
| 金德路            | Rue Jinde                   | Jinde Road              |                 | Yuhang   | 21 février 2022   |
| 逸盛路            | Rue Yisheng                 | Yisheng Road            |                 | Yuhang   | 21 février 2022   |
|                   |                             |                         |                 |          |                   |